# Marrakech
För andra betydelser, se Marrakech (olika betydelser).
Marrakech (alternativ stavning Marrakesh, arabiska: مراكش, murrakuch, berberspråk: ⴰⵎⵓⵔⴰⴽⵓⵛ, Ameṛṛakec) är en stad i sydvästra Marocko, vid foten av Atlasbergen. Marrakech har cirka 900 000 invånare och är administrativ huvudort för prefekturen med samma namn samt för regionen Marrakech-Tensift-Al Haouz.
Marrakech betyder på berbiska "Guds land", och har även smeknamnet "Söderns pärla".

## Staden

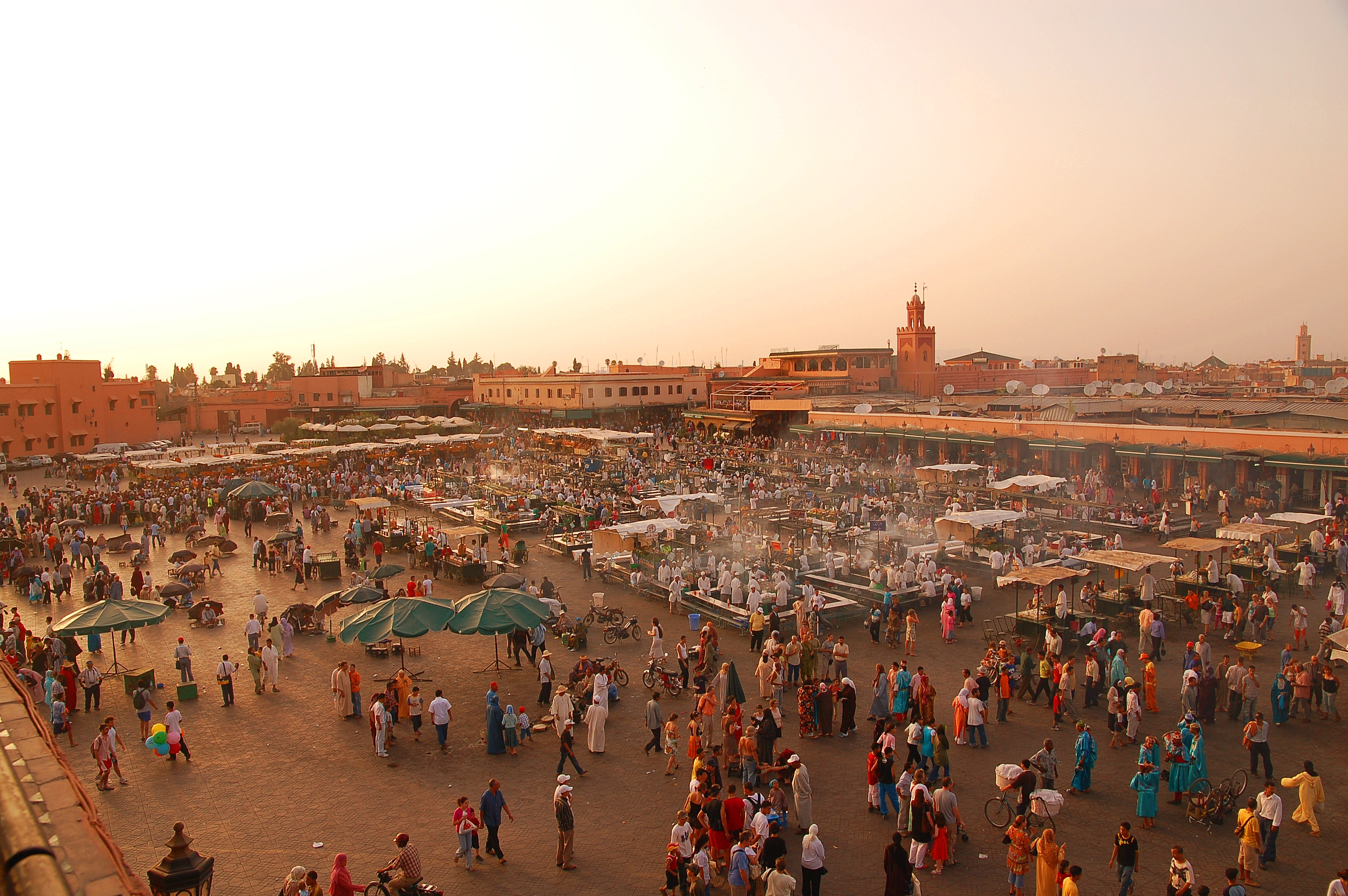
Djemaa el Fna, torget i Marrakech.

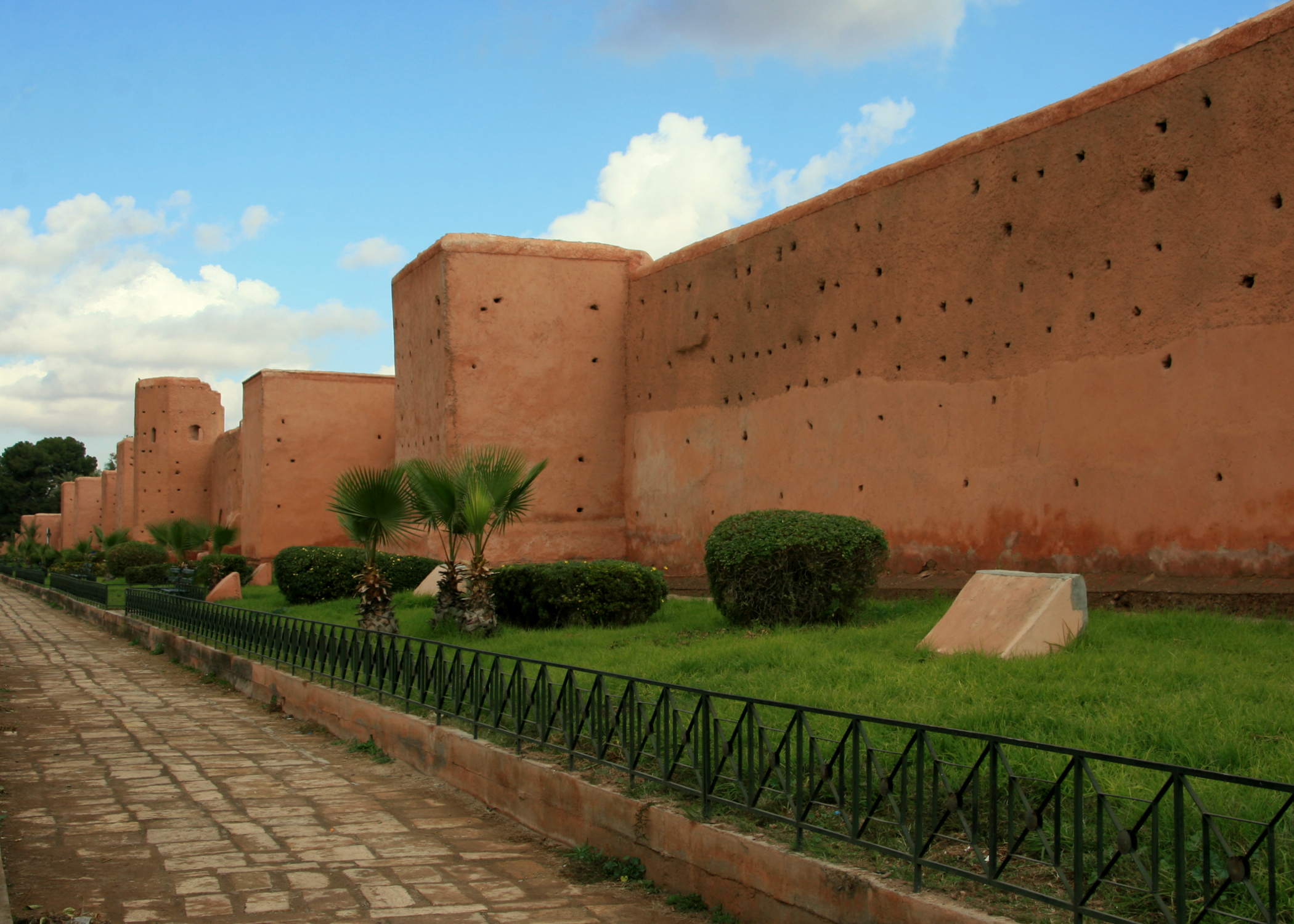
Murarna till medinan.

Den labyrintiska gamla staden, medinan, som sedan 1985 är uppsatt på Unescos världsarvslista, är omgärdad av en 12 km lång ringmur. I muren finns flera stadsportar. Här ligger den eleganta Koutoubia-moskén (byggd 1184-1198) med ett 68 meter högt torn, citadellet, mausoleerna och sultanpalatset (från 1200-1800-talet). Mittpunkten i gamla staden är den färgrika marknadsplatsen Djema el-Fna. Längre västerut ligger den moderna stadsdelen Guéliz, som byggts ut efter 1913. I söder och öster finns oliv- och palmlundar. En betydande byggnad är El-Badi-palatset från 1500-talet.

## Historia
Marrakech är en av Marockos fyra kungastäder. Den grundades 1062 och var till slutet av 1200-talet huvudstad för almoraviderna och almohaderna. Därefter hade staden en nedgångstid fram till cirka 1520, då den blev huvudstad för saadierna och upplevde en ny uppgångstid. Mellan 1912 och 1956 stod den under fransk kontroll.

## Näringsliv
Marrakech är handelscentrum för ett fruktbart irrigationsområde och ett betydande turistcentrum. I staden finns livsmedelsindustri och konsthantverk. Sedan 1978 har man ett universitet.
Typisk för staden är produkter av läder.

### Kommunikationer
Från Marrakech går järnväg till bland annat Casablanca. Motorvägen A3 går också från Marrakech till Casablanca och till Agadir. Staden har en internationell flygplats.